# Assemblée législative plurinationale
Pour les articles homonymes, voir Assemblée législative et Congrès national.
IIIe législature
Palais législatif
L'Assemblée législative plurinationale (en espagnol : Asamblea Legislativa Plurinacional) est le parlement bicaméral de Bolivie, dont il exerce le pouvoir législatif. Il est basé dans la capitale administrative du pays, La Paz. Avant 2009, il portait le nom de Congrès national (en espagnol : Congreso Nacional).
L'Assemblée législative plurinationale est composée d'une chambre basse, la Chambre des députés (Cámara de Diputados), et d'une chambre haute, la Chambre des sénateurs (Cámara de Senadores).

## Système électoral
Le système électoral bolivien est un système mixte, une partie des parlementaires étant élus au scrutin majoritaire et une autre au scrutin proportionnel plurinominal. Les renouvellements des deux chambres ainsi que du président et du vice-président se déroulent simultanément, et tous ont un mandat de cinq ans.
L'électeur effectue deux votes. Le premier sert à pourvoir au scrutin majoritaire 70 des 130 sièges de la Chambre des députés. Le deuxième sert à pourvoir les postes de président et vice-président, les 60 sièges de députés restants ainsi que les 36 sièges de la Chambre des sénateurs. Chaque parti politique présente ses candidats à la présidence et à la vice-présidence. En les choisissant, l'électeur choisit du même coup une liste de candidats, et les sièges sont répartis proportionnellement aux pourcentages de voix que chaque parti a ainsi reçu,.
La composition de l'Assemblée est régie de manière générale par la Constitution de 2009, qui laisse à une loi électorale le soin d'en détailler les modalités plus spécifiques.

### Chambre des députés
La Chambre des députés est dotée de 130 sièges, dont 70 pourvus au scrutin uninominal majoritaire à un tour dans autant de circonscriptions électorales et 60 pourvus au scrutin proportionnel plurinominal dans neuf circonscriptions correspondant aux départements du pays. Sur les 70 sièges majoritaires, sept sont réservés aux peuples indigènes ruraux minoritaires via des circonscriptions spéciales qui se superposent aux 63 circonscriptions ordinaires,,. Le nombre de sièges attribués à chaque département est proportionnel à son poids démographique établi lors du dernier recensement de la population, et est donc susceptible de changer lors de chaque nouvelle élection.
Une fois le décompte des suffrages terminé, la répartition des 60 sièges se fait dans chaque département à la proportionnelle, sans seuil électoral, sur la base du quotient simple, et les sièges restants selon la méthode du plus fort reste.
La Constitution dispose que la moitié des sièges de la chambre doivent être pourvus au scrutin uninominal majoritaire à un tour et l'autre moitié au scrutin proportionnel plurinominal. La loi électorale vient donc préciser ces modalités, notamment par l'établissement et la répartition des sièges réservés aux peuples indigènes. Ces derniers sont pourvus au moyen des normes, procédures et statuts qui sont propres aux peuples concernés, sous réserve du respect de la loi électorale et de la Constitution,.

### Chambre des sénateurs
La Chambre des sénateurs est quant à elle dotée de 36 sièges pourvus au scrutin proportionnel plurinominal dans neuf circonscriptions correspondant aux départements du pays, à raison de 4 sièges par département. La répartition des sièges se fait selon la même méthode qu'à la chambre basse,.

### Conditions d'éligibilité
Les conditions d’éligibilité à l'Assemblée législative plurinationale sont codifiés par la Constitution de 2009.
Pour être député ou sénateur, les candidats doivent être âgés d'au moins 18 ans au jour de l'élection, répondre aux conditions générales d'admissibilité à la fonction publique, et avoir résidé de manière permanente durant les deux années précédant le jour de l'élection dans la circonscription où ils se présentent. Tous les candidats élus au scrutin majoritaire doivent avoir un suppléant du sexe opposé. De même, les listes des partis doivent alterner les candidats masculins et féminins,. Ces députés suppléants ne sont rémunérés que lorsqu'ils accomplissent de la suppléance.
Les députés ne peuvent occuper aucune autre fonction publique, sous peine de perdre leur mandat, à l'exception de l'enseignement universitaire. Ils ne peuvent en outre quitter de manière temporaire l'exécution de leurs fonctions ou faire l'objet de substitutions. Leur démission est définitive.

## Siège de l'Assemblée

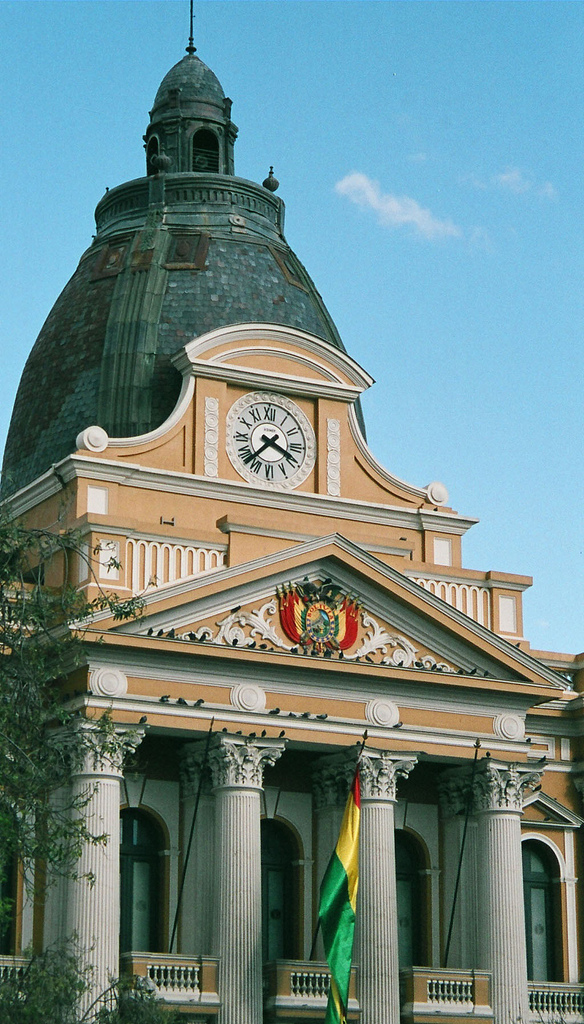
Siège de l'Assemblée plurinationale bolivienne à La Paz.

Les deux chambres de l'Assemblée se réunissent dans le palais législatif qui s'élève sur la place Murillo, au centre de La Paz où se situe également le palais présidentiel et la cathédrale. Avant de devenir le siège de la législature en 1904, le bâtiment de l'Assemblée a hébergé à différents moments un couvent et une université.
Le vice-président de l'État, en sa qualité de président de l'Assemblée législative plurinationale, occupe également un ensemble de bureaux sur la rue Mercado au centre de la capitale. Le bâtiment, conçu par Emilio Villanueva, est érigé durant les années 1920 et était originellement destiné à servir de siège social de la Banque centrale de Bolivie. Sous la présidence de Jaime Paz Zamora (1989–1993), le bâtiment a été attribué à nouveau au vice-président, mais l'équipe et la totalité des membres au service du vice-président n'a pu y être installée qu'à la fin des travaux de reconstruction et de rénovations majeures, qui ont débuté en 1997. La bibliothèque et les archives de l'Assemblée sont également situés sur les lieux.